# Molí de Térmens
El Molí és una obra de Térmens (Noguera) inclosa a l'Inventari del Patrimoni Arquitectònic de Catalunya.

## Descripció
Només queda en peu un mur i dues voltes. Actualment la zona que devia ocupar el recinte complet del molí són horts. Les dues voltes són gairebé cobertes de vegetació, que potser també cobreix els antics canals de subministrament d'aigua.

## Història
L'any 1278 Ramon d'Anglesola cedí el feu del castell i la vila de Térmens a l'Hospital de Sant Joan de Jerusalem, que mantingué el seu domini fins a l'any 1835.
L'any 1400 hi ha documentats dos molins, un d'oli i l'altre de farina. El de farina encara existia l'any 1920 i s'anomenava molí del Comanador. Possiblement les restes corresponen aquest molí.